# Демків-Чайківський Антон Костянтинович
Анто́н Костянти́нович Де́мків-Чайкі́вський(13 липня 1887 року м. Старокостянтинів, Волинська губернія- ???) - український військовий діяч, полковник армії УНР, підполковник РІА.

## Життєпис
Демків Антон народився у м. Старокостянтинів 13 липня 1887 року.
Станом на 13 березня 1922 року служив полковником у 2-й Волинській дивізії Армії УНР. У боях був тяжко поранений, втратив ліве око та погано бачив на праве. 
Останнє звання у російській армії — підполковник РІА.